# Херман фон Бронкхорст-Батенбург-Щайн
Херман фон Бронкхорст-Батенбург-Щайн (на немски: Hermann von Bronckhorst-Batenburg-Stein; † 1556) е благородник от фамилията Бронкхорст, господар на Батенбург и Щайн в Лимбург, Нидерландия.
Той е син на Дирк фон Бронкхорст, господар на Батенбург и Щайн († 27 август 1541) и съпругата му Свана фон Харф († сл. 28 май 1532), дъщеря на Готфрид фон Харф, маршал и дрост на Юлих († 1491)
и Йохана фон Хоемен. Внук е на Херман фон Бронкхорст, господар на Щайн († 1512) и Магдалена фон Флодроп. Правнук е на Дирк фон Бронкхорст-Батенбург-Анхолт († 1451) и Катарина фон Гронсфелд († сл. 1472).
Сестра му Йохана фон Бронкхорст († сл. 1557) се омъжва на 28 май 1532 г. за Вернер IV фон Палант († 1 март 1557), дорст на Васенберг.
Внук му Максимилиан фон Бронкхорст-Батенбург († 1641) е издигнат на граф на Бронкхорст-Батенбург.

## Фамилия
Херман фон Бронкхорст-Батенбург-Щайн се жени на 9/29 юни 1528 г. за Петронила фон Прает (1501 – 1594), вдовица на Филипс ван Катс, дъщеря на Лодевийк ван Прает ван Моеркерке († 1537) и Катарина бастаарддохтер ван Егмонд († пр. 1479). Те имат децата:
- Вилем/Вилхелм фон Бронкхорст († 14 юли 1573, убит в Харлем), господар на Батенбург и Щайн, генерал, женен I. на 13 юли 1549 г. за Жана Сент Омер-Моорбееке, II. на 23 май 1570 г. за Ерика фон Мандершайд († 23 декември 1587), дъщеря на граф Дитрих V фон Мандершайд (1508 – 1560) и графиня Ерика фон Валдек-Айзенберг (1511 – 1560)
- Карл фон Бронкхорст († 1580, убит в Колн), господар на Вест Барендрехт, женен на 7 април 1561 г. за Алверадис фон Флодроп († 2 юни 1606); имат син граф Максимилиан фон Бронкхорст-Батенбург († 1641)
- Дирк ван Бронкхорст
- Гисзберт ван Бронкхорст († 1 юни 1568, обезглавен в Брюксел)
- Елизабет ван Бронкхорст-Батенбург, омъжена за Весел ван ден Боетцелаер († 1567 в битка)
- Катарина фон Бронкхорст († март 1602), омъжена I. на 12 юлий 1553 г. за Георг фон Елтер († 1565), II. ок. 1570/1574 г. за Дитрих фон Феркен, майор на Аахен
- Свана ван Бронкхорст
- Теодора ван Бронкхорст († 1588)
- Маргарета ван Бронкхорст